# Imran Khan (cầu thủ bóng đá)
Imran Khan (sinh ngày 21 tháng 10 năm 1994) là một cầu thủ bóng đá người Ấn Độ thi đấu ở vị trí hậu vệ cho Mohammedan ở I-League.

## Sự nghiệp

### Mohammedan
Khan có màn ra mắt ngày 15 tháng 12 năm 2013 trước Churchill Brothers tại Sân vận động Duler khi vào sân từ ghế dự bị thay cho Ashim Biswas ở phút 90 và Mohammedan thất bại 3-1.

## Thống kê sự nghiệp
Tính đến 15 tháng 6 năm 2014
| Câu lạc bộ | Mùa giải            | Giải vô địch        | Giải vô địch        | Giải vô địch | Cúp Liên đoàn | Cúp Liên đoàn | Cúp Durand | Cúp Durand | AFC       | AFC     | Tổng      | Tổng |   |
| Câu lạc bộ | Mùa giải            | Số trận             | Bàn thắng           | Số trận      | Bàn thắng     | Số trận       | Bàn thắng  | Số trận    | Bàn thắng | Số trận | Bàn thắng |      |   |
| ---------- | ------------------- | ------------------- | ------------------- | ------------ | ------------- | ------------- | ---------- | ---------- | --------- | ------- | --------- | ---- | - |
| Mohammedan | 2013-14             | 2                   | 0                   | 0            | 0             | 0             | 0          | -          | -         | 2       | 0         |      |   |
| Mohammedan | Tổng cộng sự nghiệp | Tổng cộng sự nghiệp | Tổng cộng sự nghiệp | 2            | 0             | 0             | 0          | 0          | 0         | 0       | 0         | 2    | 0 |